# Illa Sombrero

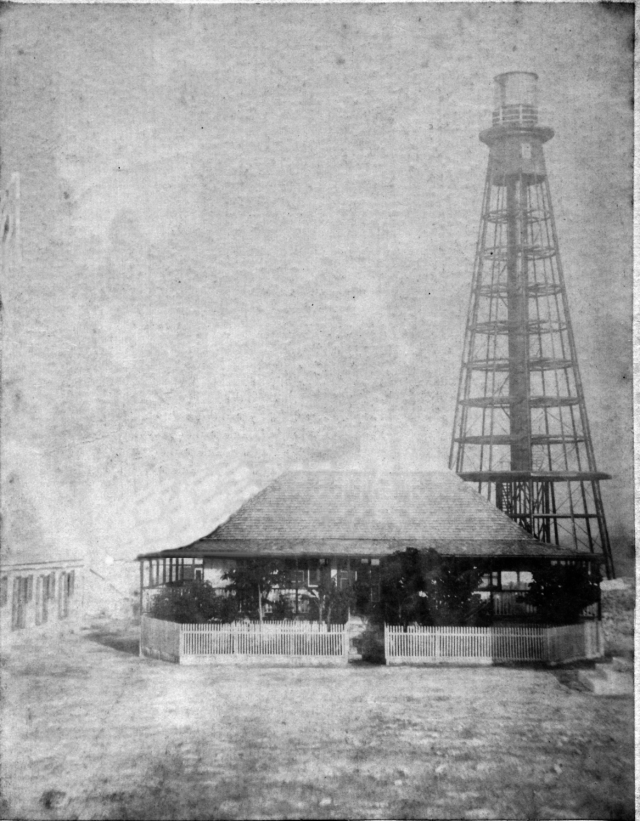
Casa del superintendent, 1880

L'illa Sombrero és una illa que forma part de la dependència d'Anguilla, en el mar Carib. Es troba allunyada de la resta de les illes principals, a l'extrem nord-oest de l'illa d'Anguilla. Té una àrea de 5 km² i es troba deshabitada. Era una de les illes que esperaven veure des de lluny els navegants de l'era dels descobriments, quan arribaven al Carib.
L'únic punt d'accés està a l'oest de l'illa i és una escala metàl·lica que salva el penya-segat d'uns 10 m d'altura. Una vegada a dalt, hi ha unes quantes construccions i dos fars en ruïnes. Durant 30 anys s'hi va extreure guano i les construccions corresponen a les que se'n van emprar per a aquesta finalitat.
No té vegetació i és una roca molt difícil de transitar. Hi ha aus i llangardaixos. A la zona est hi ha una gruta accessible (Gruta Remigio). No disposa de cap ancoratge segur, per la qual cosa és important visitar-la amb bona mar. Actualment hi ha un far automàtic.